# Willy Friling
Willy Louis S.C. Friling (Hoboken, 4 augustus 1875 - Brasschaat, 29 mei 1956) was een Belgisch industrieel.

## Biografie
Willy Friling behaalde het diploma van licentiaat in de handelswetenschappen aan de Hoger Handelsgesticht in Antwerpen. In 1895 trad hij in dienst van handelsonderneming Maison Bunge (later Bunge & Co), dat onder meer in rubber handelde. Hij participeerde in en werd bestuurder van verschillende (koloniale) ondernemingen, waaronder:
- Vereenigde Hevea Plantagen der Bila Landen,
- Tijkadoe Rubber Plantage,
- Société internationale de plantations et de finances (SIPEF), waarvan hij in 1913 gedelegeerd bestuurder werd,
- Banque de l'Union anversoise,
- Union Cottonière,
- Commerciale anversoise du Congo,
- Compagnie générale du Congo,
- Compagnie congolaise d'exportation et d'importation,
- Compagnie cotonnière congolaise,
- Société de l'Équateur pour le commerce, l'industrie et l'agriculture.

Na de Eerste Wereldoorlog was hij lid van de Commission for Relief in Belgium. In 1919 werd hij gedelegeerd bestuurder van de Société anonyme Bunge. Na het overlijden van Edouard Bunge in 1927 werd hij tevens voorzitter, wat hij bleef tot 1932. Hij was tevens de persoonlijke secretaris van de Antwerpse liberale politicus Louis Franck.
Friling was schepen van Brasschaat. In Brasschaat was hij in 1921 sponsor van de eerste Grote Prijs van Brasschaat. Na zijn overlijden kwam het Vogelpark in Brasschaat via een legaat in handen van de gemeente. Het Vogelpark werd in 1978 afgebroken. In 1901 was hij een van de oprichtende aandeelhouders van de nv Beerschot Athletic Club. Hij was tevens:
- vicevoorzitter van het uitvoerend comité en voorzitter van de financiële commissie van de Wereldtentoonstelling van 1930 in Antwerpen,
- lid van de administratieve commissie van de Rijkshandelshogeschool,
- lid van het Internationaal Koloniaal Instituut,
- bestuurder van de Fondation Bunge aan de Koloniale Hogeschool van België,
- bestuurder van het Centraal Hulp-en Leeningscomlté voor Werklooze Bedienden,
- lid van het permanent comité van het Congrès colonial national,
- vicevoorzitter van Amitiés belgo-portugaises,
- bestuurder van de Société royale de géographie d'Anvers,
- vicevoorzitter van de Cercle van oud-studenten van de Rijkshandelshogeschool,
- lid van de beheerscommissie van de Fondation Alex. Van Opstal,
- beschermlid van het Dotatiefonds der Akademie van Marine,
- voorzitter van de Antwerpse sociëteit La Concorde,[5]
- lid van het beschermingscomité van het Belgisch Tijdschrift voor Oudheidkunde en Kunstgeschiedenis,
- bestuurder van de Cercle royal artistique, littéraire et scientifique d'Anvers,
- lid van van de Cercle royal ornithologique de Belgique.

Hij trouwde in 1903 in Antwerpen met Madeleine Donnet (1874-1949), dochter van Alphonse Donnet, handelsrechter in Antwerpen. Ze kregen een zoon en twee dochters. In 1907 werd hij via verschillende aankopen eigenaar van het domein Eikelenberg in Brasschaat. Datzelfde jaar liet hij op het domein een landhuis in Engelse countrystijl bouwen. Zij zoon René (1904-1971) verwierf Oud Eikelenberg in 1930. Zijn dochters Suzanne en Françoise een kleiner gedeelte van het domein.
Friling schonk verschillende kunstwerken, onder meer aan het Zilvermuseum Sterckshof en het Koninklijk Museum voor Schone Kunsten Antwerpen.
Hij ligt begraven op het Schoonselhof. De Frilinglei in Brasschaat draagt zijn naam.